# فلیپ وارن اندرسون
فیلیپ وارن اندرسون (۱۳ دسامبر ۱۹۲۳ – ۲۹ مارس ۲۰۲۰) یک فیزیکدان نظری آمریکایی و برنده جایزه نوبل فیزیک بود. اندرسون در نظریه‌های موضعیت، پادفرومغناطیس، شکست تقارن (از جمله مقاله ای که در سال ۱۹۶۲ در مورد شکست تقارن در فیزیک ذرات، منجر به توسعه مدل استاندارد شد)، ابررسانایی دمای بالا و همچنین فلسفه توسط نوشته‌های او در رابطه با برآمدگی (فلسفه علم)، مشارکت داشته‌است.

## آموزش و زندگی
اندرسون در ایندیاناپولیس، ایندیانا متولد شد و در اوربانا، ایلینوی بزرگ شد. او در سال ۱۹۴۰ از دبیرستان آزمایشگاه دانشگاه اوربانا فارغ‌التحصیل شد. پس از آن او به دانشگاه هاروارد برای مقاطع کارشناسی و کارشناسی ارشد رفت و در مقطع زمانی جنگ جهانی دوم در آزمایشگاه تحقیقات دریایی ایالات متحده مشغول به کار شد. در مقطع کارشناسی ارشد او زیر دست جان هاسروک ون ولوک کار کرد.

## کار و پژوهش
از سال ۱۹۴۹ تا ۱۹۸۴ او توسط آزمایشگاه‌های بل در نیوجرسی استخدام شد، جایی که او در زمینه‌های متنوعی در فیزیک مواد چگال کار کرد. در طول این دوره، او توسعه یافته آنچه که اکنون به نام جایگزیدگی آندرسون (ایده که گسترش حالت‌ها را می‌توان با حضور اختلال در یک سیستم محلی)؛ همیلتونین اندرسون را اختراع کرد، که تعامل الکترونها را در یک فلز گذار توصیف می‌کند؛ شکست تقارن پیشنهاد شده در فیزیک ذرات (این نقش در توسعه مدل استاندارد و توسعه تئوری در مکانیزم هیگز بود که به نوبه خود باعث تولید جرم در برخی از ذرات ابتدایی شد)؛ رویکرد شبه‌اسپین را به تئوری ابررسانایی BCS ایجاد کرد؛ مطالعات مشتق شده از جفت شدن غیر موج-موج (هر دو مکانیسم تقارن و میکروسکوپی) در ابررسانای He3؛ و کمک به پیدا کردن منطقه چرخش عینک. او در سال ۱۹۶۳ عضو فرهنگستان هنر و علوم آمریکایی شد.